# Che cos'è l'uomo perché te ne curi?
Che cos'è l'uomo perché te ne curi? è un saggio del sacerdote cattolico e teologo Luigi Giussani, fondatore del movimento Comunione e Liberazione, pubblicato dalle Edizioni San Paolo nel 2000.

## Storia editoriale

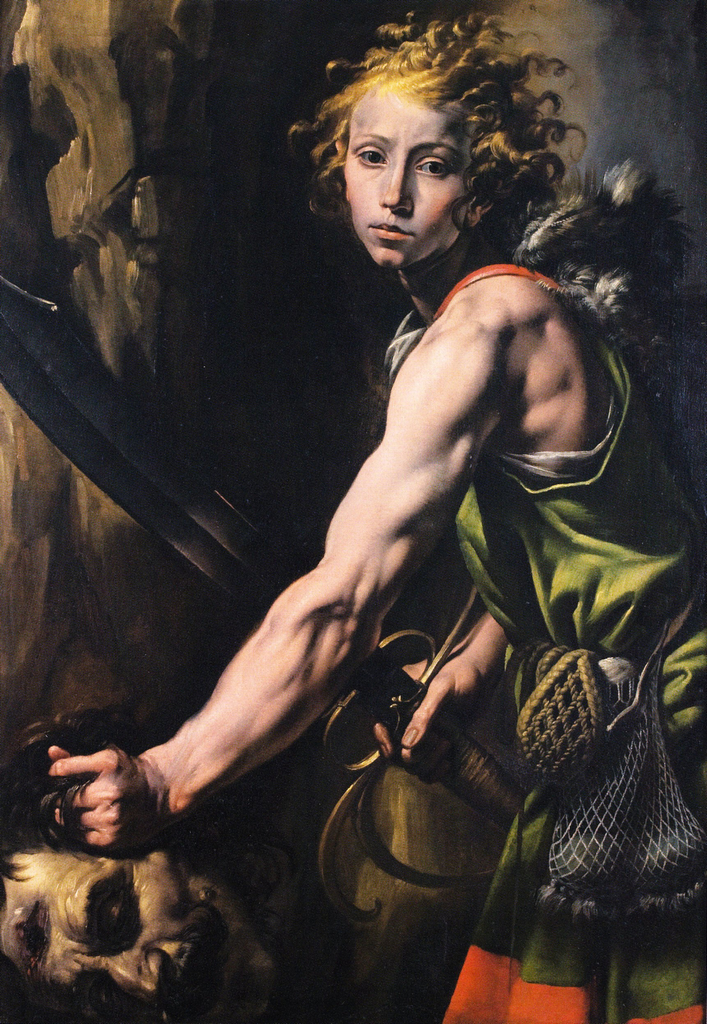
Un particolare del dipinto Davide e Golia del 1625 del pittore piemontese Tanzio da Varallo è stato usato per la copertina della prima edizione di Che cos'è l'uomo perché te ne curi?

Il volume contiene il commento con testo a fronte di brani tratti dall'Antico Testamento: sono analizzati 38 salmi e brani dei libri dei profeti Isaia e Geremia e dell'Esodo durante incontri e momenti comuni e in particolare durante i raduni coi Memores Domini. I testi furono scelti e organizzati dalla curatrice Milene Di Gioia che era stata, negli anni cinquanta, una delle prime allieve del sacerdote brianzolo al Liceo Berchet di Milano. I due non si erano più incontrati per quasi quarant'anni, fino alla realizzazione di Che cos'è l'uomo perché te ne curi? e di Tutta la terra desidera il Tuo volto, un altro titolo pubblicato nello stesso periodo da San Paolo.

## Edizioni
- Luigi Giussani, Che cos'è l'uomo perché te ne curi?, a cura di Milene Di Gioia, 1ª ed., Cinisello Balsamo, Edizioni San Paolo, 2000,  p. 198, ISBN 88-215-4277-7.
- Luigi Giussani, Che cos'è l'uomo perché te ne curi?, a cura di Milene Di Gioia, 2ª ed., Cinisello Balsamo, Edizioni San Paolo, 2015,  p. 187, ISBN 978-88-215-9501-1.